# Episodi di True Jackson (terza stagione)
La terza stagione della serie televisiva True Jackson è andata in onda negli Stati Uniti dall'11 settembre 2010 al 20 agosto 2011 su Nickelodeon.
| nº | Titolo originale       | Titolo italiano                 | Prima TV USA      |
| -- | ---------------------- | ------------------------------- | ----------------- |
| 1  | True Luck              | Vera fortuna                    | 11 settembre 2010 |
| 2  | The Fifth of Prankuary | Il giorno degli scherzi         | 25 settembre 2010 |
| 3  | Mad Rocks              | Mad Rocks                       | 2 ottobre 2010    |
| 4  | True Secret            | Il segreto di True              | 9 ottobre 2010    |
| 5  | Class Election         | Elezioni di classe              | 16 ottobre 2010   |
| 6  | True Drive             | L'esame di guida                | 6 novembre 2010   |
| 7  | True Disaster          | Un vero disastro                | 13 novembre 2010  |
| 8  | True Fame              | True è famosa                   | 5 febbraio 2011   |
| 9  | Field Trip             | La gita                         | 12 febbraio 2011  |
| 10 | Principal for a Day    | Direttore per un giorno         | 26 febbraio 2011  |
| 11 | True Mall              | Il nuovo negozio                | 5 marzo 2011      |
| 12 | Ditch Day              | Fuga dall'ufficio               | 19 marzo 2011     |
| 13 | Mystery in Peru        | Mistero in Perù (prima parte)   | 20 agosto 2011    |
| 14 | Mystery in Peru        | Mistero in Perù (seconda parte) | 20 agosto 2011    |